# Vrstna raznolikost
Vrstna raznolikost (vrstna diverziteta) se nanaša na raznolikost različnih vrst živih bitij na Zemlji, kot so bakterije, glive, žuželke, sesalci, rastline, in druge. Različne vrste imajo različno vlogo znotraj ekosistema. 
Intuitivno je biotsko raznovrstnost najlaže prepoznati na ravni vrst. Od leta 1753, ko se je začel uporabljati sistem dvojnega poimenovanja rastlinskih in živalskih vrst, do danes so na Zemlji
poimenovali okoli 1,75 milijona vrst. Vse bolj pa postaja jasno, da je to le manjši del vseh vrst živih bitij. Ocene števila vrst se gibljejo od 10 do 100 milijonov (Kryštufek, 1999: 13). Strokovne ocene so navadno zelo subjektivne in temeljijo na izkušnjah posameznih specialistov. V večstoletnem popisovanju vrst je znanstvenikom uspelo prepoznati velik del višjih rastlin in vretenčarjev, medtem ko je vrstna pestrost virusov, bakterij in protistov še dokaj neraziskana. Podobno velja za glive, talne gliste in nekatere skupine nevretenčarjev.
Vrstna pestrost na Zemlji ni enakomerno razporejena, ampak je za nekatera območja značilna posebno velika koncentracija vrst in mnoge med njimi so endemične. Takšnim območjem pravimo vroče točke biodiverzitete.